# Codonanthe luteola
Codonanthe luteola är en tvåhjärtbladig växtart som beskrevs av Wiehler. Codonanthe luteola ingår i släktet Codonanthe och familjen Gesneriaceae. Inga underarter finns listade i Catalogue of Life.